# Vysshaya Divizion 2000
La Vysshaya Divizion 2000 fue la novena edición de la máxima categoría del fútbol ruso desde la disolución de la Unión Soviética. El campeón fue el Spartak Moscú, que ganó su octavo título.
El goleador del campeonato fue Dmitri Loskov, del Lokomotiv Moscú.

## Tabla de posiciones
|  | Pos. | Equipo                    | Pts | PJ | PG | PE | PP | GF | GC | DG  |
|  | ---- | ------------------------- | --- | -- | -- | -- | -- | -- | -- | --- |
|  | 1.   | Spartak Moscú             | 70  | 30 | 23 | 1  | 6  | 69 | 30 | +39 |
|  | 2.   | Lokomotiv Moscú           | 62  | 30 | 18 | 8  | 4  | 50 | 20 | +30 |
|  | 3.   | Torpedo Moscú             | 55  | 30 | 16 | 7  | 7  | 42 | 29 | +13 |
|  | 4.   | Anzhi                     | 52  | 30 | 15 | 7  | 8  | 44 | 31 | +13 |
|  | 5.   | Dinamo Moscú              | 50  | 30 | 14 | 8  | 8  | 45 | 35 | +10 |
|  | 6.   | Chernomorets Novorossiysk | 49  | 30 | 13 | 10 | 7  | 47 | 28 | +19 |
|  | 7.   | Zenit                     | 47  | 30 | 13 | 8  | 9  | 38 | 26 | +12 |
|  | 8.   | CSKA Moscú                | 41  | 30 | 12 | 5  | 13 | 45 | 39 | +6  |
|  | 9.   | FC Saturn                 | 40  | 30 | 10 | 10 | 10 | 26 | 29 | -3  |
|  | 10.  | Alania Vladikavkaz        | 38  | 30 | 10 | 8  | 12 | 34 | 36 | -2  |
|  | 11.  | Rotor Volgogrado          | 32  | 30 | 8  | 8  | 14 | 35 | 54 | -19 |
|  | 12.  | Rostselmash               | 32  | 30 | 6  | 14 | 10 | 24 | 27 | -3  |
|  | 13.  | Fakel Voronezh            | 30  | 30 | 6  | 12 | 12 | 25 | 45 | -20 |
|  | 14.  | Krylia Sovetov            | 29  | 30 | 8  | 5  | 17 | 25 | 45 | -20 |
|  | 15.  | Lokomotiv Nizhny Novgorod | 18  | 30 | 3  | 9  | 18 | 16 | 47 | -31 |
|  | 16.  | Uralan Elista             | 12  | 30 | 2  | 6  | 22 | 17 | 61 | -44 |

Pts = Puntos; PJ = Partidos jugados; PG = Partidos ganados; PE = Partidos empatados; PP = Partidos perdidos; GF = Goles a favor; GC = Goles en contra; DG = Diferencia de gol
|  | Clasificado para la fase de grupos de la Liga de Campeones de la UEFA 2001-02       |
|  | Clasificado para la tercera ronda previa de la Liga de Campeones de la UEFA 2001-02 |
|  | Clasificado para la primera ronda de la Copa de la UEFA 2001-02                     |
|  | Descendido a la Primera División 2001                                               |

| Rusia                           |
| Campeón Spartak Moscú 8° título |

## Goleadores
| # | Jugador            | Goles | Equipo       |
| - | ------------------ | ----- | ------------ |
| 1 | Dmitri Loskov      | 15    | Lokomotiv M  |
| 2 | Dmitri Kirichenko  | 14    | Rostselmash  |
| 3 | Yegor Titov        | 13    | Spartak      |
| 4 | Rolán Gúsev        | 12    | Dinamo       |
|   | Predrag Ranđelović | 12    | Anzhi        |
| 6 | Oleksandr Prizetko | 11    | Chernomorets |
|   | Aleksandr Shirkó   | 11    | Spartak      |
| 8 | Vladímir Kulik     | 10    | CSKA         |
|   | Guennadi Popóvich  | 10    | Zenit        |
|   | Robson             | 10    | Spartak      |
|   | Narvik Sirjáyev    | 10    | Anzhi        |
|   | Bajva Tedéyev      | 10    | Alania       |